# Михаил Симеонов
Михаил Асен Симеонов е български скулптор.

## Биография
Роден е през 1929 г. в Пловдив. Първоначално следва философия в Софийския университет. Две години по-късно е приет в Художествената академия в София, където завършва монументална скулптура през 1954 г. През единадесетте години (1954 – 1965) преди неговото отпътуване от България той създава публични произведения на изкуството. Негова статуя на Паисий Хилендарски предизвиква скандал. През 1965 г. Михаил Симеонов получава 45-дневна виза за Тунис и заминава за Африка без намерение да се връща в родината. Шест години по-късно се премества в Ню Йорк (1971).
Умира на 31 декември 2021 г. в САЩ.

## Творчество
Значими творби на Михаил Симеонов преди емиграцията му са „Иконописецът Захарий Зограф“ (НХГ), „Въстанието на Асен и Петър, 1186“ (Галерия във Велико Търново), каменната скулптурна група „Работници“ (металургичен комбинат „Кремиковци“), „Момче с птица“ (Пловдив).
Паметникът на Паисий Хилендарски е създаден през 1965 г. Първоначално е монтиран в южната страна на храма „Св. София“, но според редица мемоари Тодор Живков не го харесва и след среща с автора (в присъствието и на Дечко Узунов) отменя възложената му работа върху паметник на Априлското въстание. А бронзовият отец Паисий напуска мястото си, за да се върне по-късно (заслугата е на Светлин Русев) отново край столичния храм.
В Тунис той става част от художествена група, известна като École de Tunis. Една от скулптурите му, статуя на арабския поет и философ Ибн Халдун, привлича вниманието на президента Хабиб Бургиба. Бургиба му поръчва портретен бюст, както и скулптура за дългата 150 метра мраморна стена на националния монумент Мъчениците от Бизерта. Вдъхновен от културата на древен Картаген, през 1967 г. Симеонов създава скулптурна група от абстрактни символи, която нарича Неделя сутрин.
Най-голяма известност му носи проектът Отливка на приспан слон, бронзова статуя на африкански слон в естествена големина. Проектът се ражда през 1946 г. и реализиран през 1980 г., като е направен студен калъп на див кенийски мъжки слон, приспан за 72 минути. На слона не е нанесена никаква вреда. Бронзовата статуя, направена по калъпа, е открита на 18 ноември 1998 г. от генералния секретар на ООН Кофи Анан и поставена пред главната квартира на ООН в Ню Йорк като дар от правителствата на Кения, Намибия и Непал. В словото си Кофи Анан цитира писателя Исак Динесен, който пише: „Слоновете се движат спокойно, така, сякаш имат уговорена среща в края на света.“. В интервю за вестник „Ню Йорк Таймс“ Михаил Симеонов обяснява, че се е вдъхновил за тази творба, след като прочел „Обществения договор“ на Жан-Жак Русо.

## Галерия
- Статуя на Паисий Хилендарски в София, 1965 г.
- Статуя на Паисий Хилендарски в София, 1965 г. Детайл.
- Статуя на Паисий Хилендарски в София, 1965 г. Детайл.
- Статуя на Паисий Хилендарски в София, 1965 г. Детайл.
- Статуя на Паисий Хилендарски в София, 1965 г. Подпис на автора.
- Статуя на Паисий Хилендарски в София, 1965 г.